# Zygmunt Huszcza

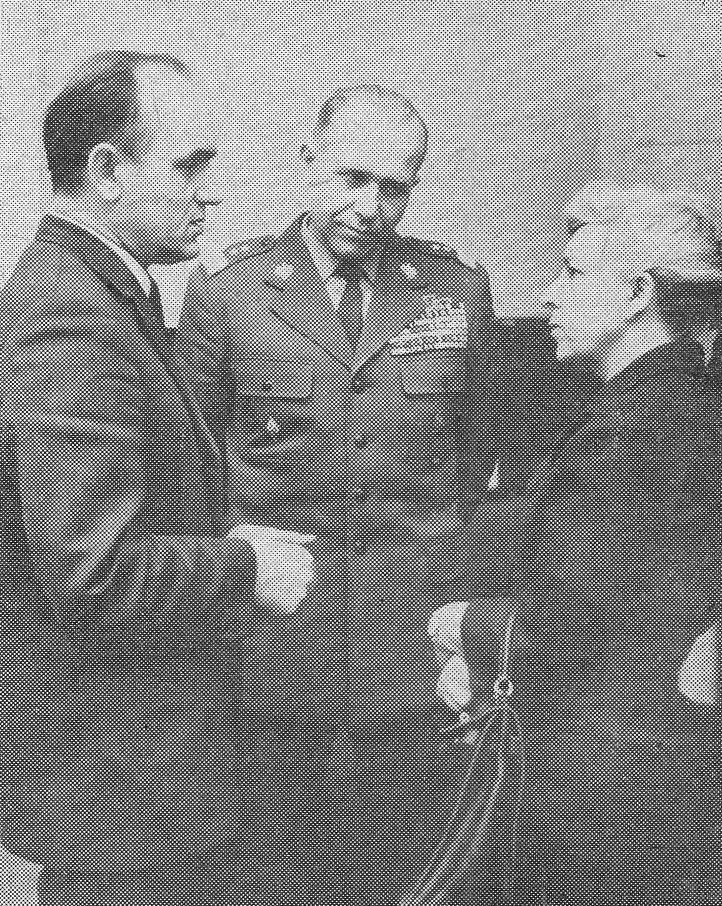
Poseł na Sejm gen. Zygmunt Huszcza w rozmowie z wicemarszałek Sejmu Haliną Skibniewską i posłem Józefem Kępą, 1971

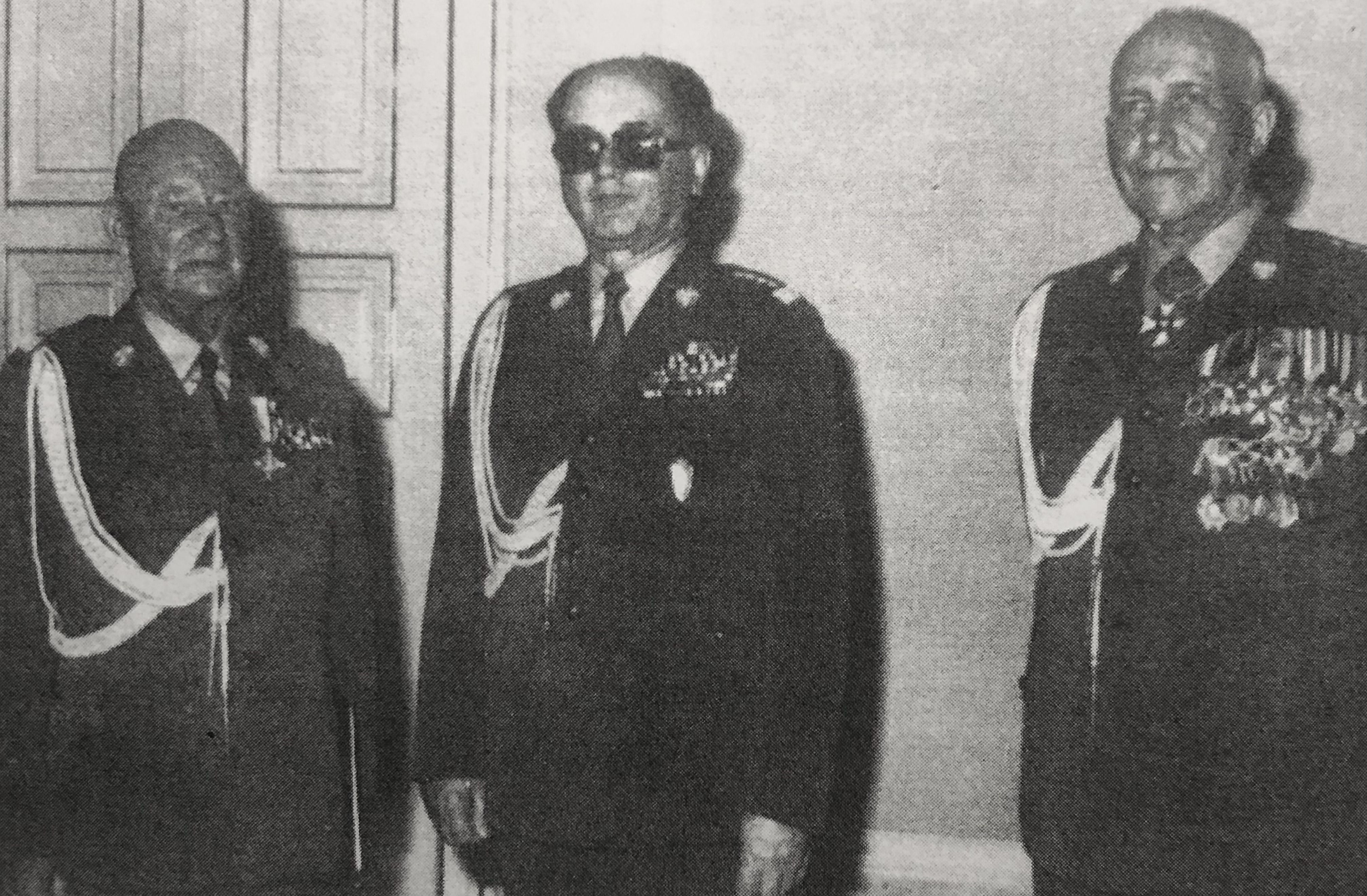
Generałowie Włodzimierz Sokorski, Wojciech Jaruzelski i Zygmunt Huszcza w Belwederze, październik 1988

Zygmunt Huszcza (ur. 3 lipca 1917 w Augustowie, zm. 17 stycznia 2006 w Warszawie) – generał broni Wojska Polskiego. Dowódca Pomorskiego Okręgu Wojskowego (1956–1964), zastępca Głównego Inspektora Szkolenia MON (1964–1968), dowódca Warszawskiego Okręgu Wojskowego (1968–1972), wiceminister oświaty i wychowania (1972–1982), prezes Zarządu Głównego Ligi Obrony Kraju (1982–1988), wiceprezes Zarządu Głównego Związku Kombatantów RP i Byłych Więźniów Politycznych (1990–2006). Poseł na Sejm PRL V i VI kadencji. Budowniczy Polski Ludowej.

## Życiorys

### Młodość
W latach 1925–1932 uczył się w szkole powszechnej w Augustowie. Na skutek trudnych warunków materialnych rodziny (miał sześcioro rodzeństwa) musiał przerwać naukę. Od 1933 uczęszczał do Gimnazjum Ogólnokształcącego w Augustowie, a od 1937 do Liceum Ogólnokształcącego, gdzie w 1939 zdał maturę. Od czerwca do lipca 1939 pracował w paramilitarnych Junackich Hufcach Pracy w Mikołowie, gdzie jako junak 8 Batalionu Pracy brał udział w budowie umocnień obronnych. Następnie pracował w gospodarstwie ojca, a od listopada 1939 do czerwca 1941 jako nauczyciel łaciny w gimnazjum ogólnokształcącym w Augustowie i w niepełnej szkole średniej w Krasnymborze.

### II wojna światowa
Po wybuchu wojny niemiecko-sowieckiej w czerwcu 1941 został wraz z rodziną wywieziony do ZSRR, do miejscowości Oczury w Kraju Krasnojarskim, gdzie pracował jako robotnik w kołchozie „Jenisiej”, a następnie jako tragarz w magazynach zbożowych i buchalter grupy rozliczeniowej. W maju 1943 wstąpił do formowanych na terytorium ZSRR Polskich Sił Zbrojnych w ZSRR i został skierowany na szefa 9 Kompanii w 3 Pułku Piechoty 1 Dywizji Piechoty im. Tadeusza Kościuszki. 15 sierpnia 1943 został prymusem I promocji Szkoły Podchorążych Piechoty 1 Dywizji Piechoty w Riazaniu. 28 sierpnia 1943 został promowany przez gen. bryg. Zygmunta Berlinga na stopień podporucznika w korpusie oficerów piechoty. W dniach 12–13 października 1943 uczestniczył w bitwie pod Lenino, w której dowodził plutonem ciężkich karabinów maszynowych 3 Pułku Piechoty. Od listopada do grudnia 1943 odbył kurs starszych adiutantów batalionu (szefów sztabu batalionu) przy sztabie 1 Dywizji Piechoty. Następnie był adiutantem dowódcy 1 Dywizji Piechoty, a od lutego 1944 brał udział w kursach strzelecko-taktycznych „Wystrieł” w Sołniecznogorsku. W sierpniu 1944 został pomocnikiem szefa 1 referatu Wydziału Personalnego Dowództwa 1 Armii Wojska Polskiego, gdzie awansował kolejno na porucznika i kapitana. W lutym 1945 został starszym adiutantem (oficerem do specjalnych zleceń) dowódcy 1 Armii WP gen. dyw. Stanisława Popławskiego. Od sierpnia 1944 do końca wojny przeszedł szlak bojowy 1 Armii, biorąc udział w walkach pod Puławami, Warszawą, Bydgoszczą, na Wale Pomorskim i zdobyciu Berlina.

### Powojenna służba wojskowa
W czerwcu 1945 był w grupie polskich oficerów uczestniczących w paradzie zwycięstwa na placu Czerwonym w Moskwie. Od lipca 1945 był adiutantem gen. Stanisława Popławskiego jako dowódcy Okręgu Wojskowego nr IV w Katowicach. W maju 1946 został zastępcą dowódcy do spraw liniowych 25 Pułku Piechoty we Wrocławiu, a w lipcu 1946 w stopniu majora został dowódcą 27 Pułku Piechoty w Kłodzku (w strukturze 10 Dywizji Piechoty). W 1946 wstąpił do Polskiej Partii Robotniczej. Od listopada 1947 do marca 1948 był dowódcą 11 Dywizji Piechoty w Żarach. Od grudnia 1947 studiował w Akademii Sztabu Generalnego WP, w maju 1948 wyjechał na dalsze studia w Wojskowej Akademii Sztabu Generalnego Sił Zbrojnych ZSRR im. K.J. Woroszyłowa w Moskwie, którą ukończył w lipcu 1950 z wyróżnieniem i oceną bardzo dobrą. Szczyt jego kariery w Wojsku Polskim przypadł w okresie stalinizmu w Polsce, kiedy to z wojska masowo usuwano oficerów przedwojennych oraz wywodzących się z Polskich Sił Zbrojnych na Zachodzie. Umożliwiło to szybki awans młodych oficerów, którzy nie posiadali odpowiedniego przygotowania wojskowego. Od sierpnia 1950 do listopada 1952 dowódca 4 DP w Krośnie Odrzańskim. Był pierwszym polskim oficerem młodego pokolenia awansowanym po wojnie na stopień generalski. Awans na generała brygady otrzymał na podstawie Zarządzenia Prezydenta RP Bolesława Bieruta z 3 lipca 1952 (z dniem 22 lipca 1952). Od listopada 1952 dowódca 2 Korpusu Armijnego w Poznaniu. Od listopada 1953 do listopada 1956 był zastępcą dowódcy, a od listopada 1956 do listopada 1964 dowódcą Pomorskiego Okręgu Wojskowego w Bydgoszczy. Na mocy uchwały Rady Państwa PRL z 3 lipca 1958 został awansowany do stopnia generała dywizji z dniem 22 lipca 1958. Od stycznia 1965 do marca 1968 był zastępcą Głównego Inspektora Szkolenia MON (gen. broni Jerzego Bordziłowskiego). W marcu 1968 został dowódcą Warszawskiego Okręgu Wojskowego i sprawował tę funkcję do kwietnia 1972. Równolegle w latach 1965–1972 piastował funkcję prezesa CWKS Legia Warszawa. Od maja 1968 był członkiem Prezydium Rady WF i Sportu MON. W 1969 ukończył Wyższy Kurs Akademicki w Wojskowej Akademii Sztabu Generalnego Sił Zbrojnych ZSRR im. K.J. Woroszyłowa w Moskwie.

### Działalność polityczna i społeczna
W latach 1961–1965 był radnym Wojewódzkiej Rady Narodowej w Bydgoszczy. W latach 1969–1976 z ramienia PZPR sprawował mandat posła na Sejm PRL V i VI kadencji. W wyborach parlamentarnych w 1972 według oficjalnych wyników uzyskał 294 809 głosów (dało mu to 96,08% w okręgu wyborczym). W kwietniu 1972 został urlopowany z wojska – do służby liniowej już nie powrócił. W latach 1972–1982 był podsekretarzem stanu w Ministerstwie Oświaty i Wychowania odpowiedzialnym za patriotyczno-obronne wychowanie młodzieży. W okresie od maja 1982 do lutego 1988 pełnił funkcję prezesa Zarządu Głównego Ligi Obrony Kraju. 26 lutego 1988, w związku z zamiarem przejścia na emeryturę, przeszedł do dyspozycji MON i 12 lipca 1988 (w wieku 71 lat) został przeniesiony w stan spoczynku. 15 września 1988 awansowany uchwałą Rady Państwa do stopnia generała broni w stanie spoczynku. Nominację wręczył mu w Belwederze 11 października 1988 przewodniczący Rady Państwa gen. armii Wojciech Jaruzelski.
Na początku lat 50. był jednym z założycieli Wojskowego Koła Łowieckiego „Hubertus” w Bydgoszczy. Był także działaczem Związku Bojowników o Wolność i Demokrację – m.in. członkiem prezydium Zarządu Głównego (od 1972, w latach 1979–1985 jako wiceprezes) oraz członkiem prezydium Rady Naczelnej ZBoWiD (w kadencji 1985–1990), a także wieloletnim przewodniczącym Komisji Współpracy z Młodzieżą ZG ZBoWiD. Zasiadał także w Społecznym Komitecie Budowy Szpitala – Centrum Zdrowia Dziecka. Od 1971 był członkiem Obywatelskiego Komitetu Odbudowy Zamku Królewskiego w Warszawie. W latach 1973–1990 był wiceprzewodniczącym Rady Ochrony Pamięci Walk i Męczeństwa. Od 1972 członek Rady Głównej Przyjaciół Harcerstwa, a od 1986 członek Głównego Komitetu Kultury Fizycznej i Turystyki. W latach 1974–1983 członek prezydium Zarządu Głównego, a w latach 1983–1989 członek prezydium Krajowej Rady Towarzystwa Przyjaźni Polsko-Radzieckiej. Był także wieloletnim prezesem Polskiego Towarzystwa Schronisk Młodzieżowych. W latach 1986–1988 członek Społecznego Komitetu Odnowy Starego Miasta Zamościa. Był także przewodniczącym Zarządu Głównego Towarzystwa Przyjaźni Polsko-Syryjskiej. 9 maja 1985 stał na czele polskiego zgrupowania kombatantów i żołnierzy, które brało udział w paradzie z okazji 40-lecia zwycięstwa na placu Czerwonym w Moskwie.
Od 1990 do śmierci był wiceprezesem Zarządu Głównego Związku Kombatantów RP i Byłych Więźniów Politycznych.
Pochowany został na Cmentarzu Wojskowym na Powązkach w Warszawie (kwatera EII-4-7). Nabożeństwo żałobne w katedrze polowej WP odprawił biskup polowy WP gen. dyw. Tadeusz Płoski. Odczytano specjalne posłanie od byłego biskupa polowego WP gen. dyw. Sławoja Leszka Głodzia.

## Awanse
W trakcie wieloletniej służby w ludowym Wojsku Polskim otrzymywał awanse na kolejne stopnie wojskowe:
- podporucznik – sierpień 1943
- porucznik – sierpień 1944
- kapitan – luty 1945
- major – czerwiec 1946
- podpułkownik – lipiec 1947
- pułkownik – listopad 1947
- generał brygady – lipiec 1952
- generał dywizji – lipiec 1958
- generał broni w stanie spoczynku – październik 1988

## Życie prywatne
Syn Józefa, rolnika i Julii z Górskich. Jego ojciec w ramach emigracji zarobkowej wyjechał do Filadelfii w USA, gdzie przez 8 lat pracował jako górnik w kopalni węgla kamiennego. Po powrocie do kraju kupił 10-hektarowe gospodarstwo rolne.
Zygmunt Huszcza mieszkał w Warszawie. Żonaty z Heleną z domu Sok (1926–2002), miał dwie córki Ewę Marię i Beatę oraz syna Zygmunta (1963–2015).

## Odznaczenia i wyróżnienia
- Krzyż Srebrny Orderu Wojennego Order Virtuti Militari (1972)
- Krzyż Komandorski Orderu Odrodzenia Polski (1959)
- Krzyż Oficerski Orderu Odrodzenia Polski (1954)
- Order Budowniczych Polski Ludowej (1979)
- Order Sztandaru Pracy I klasy (dwukrotnie – 1964 i 1968)
- Order Krzyża Grunwaldu III klasy (1945)
- Krzyż Walecznych (1945)
- Srebrny Krzyż Zasługi (1946)[20]
- Srebrny Medal „Zasłużonym na Polu Chwały” (1946)
- Medal 10-lecia Polski Ludowej (1954)
- Medal 30-lecia Polski Ludowej (1974)
- Medal 40-lecia Polski Ludowej (1984)
- Medal za Warszawę 1939–1945
- Medal za Odrę, Nysę, Bałtyk
- Medal Zwycięstwa i Wolności 1945
- Złoty Medal „Siły Zbrojne w Służbie Ojczyzny” (1958)
- Srebrny Medal „Siły Zbrojne w Służbie Ojczyzny”
- Brązowy Medal „Siły Zbrojne w Służbie Ojczyzny”
- Medal „Za udział w walkach o Berlin” (1967)
- Złoty Medal „Za zasługi dla obronności kraju” (1973)
- Srebrny Medal „Za Zasługi dla Obronności Kraju”
- Brązowy Medal „Za Zasługi dla Obronności Kraju”
- Medal Komisji Edukacji Narodowej
- Odznaka „Zasłużony Działacz Kultury Fizycznej” (1959)[21]
- Złoty Odznaka „Za Zasługi dla Obrony Cywilnej”
- Odznaka Kościuszkowska
- Odznaka Grunwaldzka
- Złoty Medal „Za zasługi dla Ligi Obrony Kraju”
- Złote odznaczenie im. Janka Krasickiego
- Odznaka Honorowa Polskiego Czerwonego Krzyża I stopnia (1971)[22]
- Złoty Medal „Opiekun Miejsc Pamięci Narodowej”
- Odznaka „100-lecia sportu polskiego” (1967)[23]
- Medal „Zasłużony Działacz Towarzystwa Przyjaźni Polsko-Radzieckiej” (1989)[24]
- Złota Odznaka Honorowa Towarzystwa Przyjaźni Polsko-Radzieckiej (1964)[25]
- Odznaka „Za Zasługi dla ZBoWiD”
- Medal „Za zasługi dla Pomorskiego Okręgu Wojskowego” (1970)[26]
- Medal pamiątkowy „Za zasługi dla Warszawskiego Okręgu Wojskowego” (1970)[27]
- Złota Odznaka Kół Młodzieży Wojskowej
- Honorowa Odznaka 30-lecia PPR (1972)[28]
- Złota odznaka honorowa „Za Zasługi dla Warszawy” (1961[29], 1971[30])
- Odznaka honorowa „Za zasługi dla Gdańska” (1960)[31]
- Odznaka honorowa „Zasłużony Białostocczyźnie” (1970)[32]
- Odznaka honorowa „Za zasługi w rozwoju województwa koszalińskiego” (1972)[33]
- Odznaka honorowa „Zasłużonym Ziemi Gdańskiej” (1976)[34]
- Honorowa Odznaka Miasta Łodzi (1976)[35]
- Odznaka „Za Zasługi dla Województwa Wałbrzyskiego” (1989)[36]
- Medal „Zasłużony dla Ziemi Kłodzkiej” (1977)[37]
- Medal „Za długoletnią, ofiarną służbę” (nadany przez ministra obrony narodowej, 1988)
- Order Lenina (ZSRR, 1968)
- Order Czerwonej Gwiazdy (ZSRR, 1945)
- Medal „Za zdobycie Berlina” (ZSRR)
- Medal „Za wyzwolenie Warszawy” (ZSRR)
- Medal „Za umacnianie braterstwa broni” (ZSRR, 1984)[38]
- Medal „Za zwycięstwo nad Niemcami w Wielkiej Wojnie Ojczyźnianej 1941–1945” (ZSRR, 1945)
- Medal jubileuszowy „Dwudziestolecia zwycięstwa w Wielkiej Wojnie Ojczyźnianej 1941–1945” (ZSRR)
- Odznaka „25-lecia Zwycięstwa w Wielkiej Wojnie Ojczyźnianej 1941–1945” (ZSRR, 1970)[39]
- Medal jubileuszowy „Trzydziestolecia zwycięstwa w Wielkiej Wojnie Ojczyźnianej 1941–1945” (ZSRR, 1975)[40]
- Medal jubileuszowy „Czterdziestolecia zwycięstwa w Wielkiej Wojnie Ojczyźnianej 1941–1945” (ZSRR, 1985)
- Medal jubileuszowy „Pięćdziesięciolecia zwycięstwa w Wielkiej Wojnie Ojczyźnianej” (Rosja, 1995)
- Medal jubileuszowy „60 lat Sił Zbrojnych ZSRR” (ZSRR)
- Medal „Za umacnianie Przyjaźni Sił Zbrojnych” III klasy (Czechosłowacja, 1970)
- Medal „30-lecia Rewolucyjnych Sił Zbrojnych Kuby” (Kuba, 1987)
- Wpis do „Honorowej Księgi Czynów Żołnierskich” (1974)
- Honorowy członek Bractwa Kurkowego Grodu Bytomskiego (1986)[41]
- Nagroda I stopnia Przewodniczącego Komitetu ds. Młodzieży i Kultury Fizycznej (1988)[42]
- inne odznaczenia i wyróżnienia organizacyjne i regionalne